# トミー・ショウ
トミー・ショウ (Tommy Shaw、1953年9月11日 - ) はアメリカ合衆国出身のロックミュージシャン、ギタリスト、シンガーソングライター。1970年代から活躍し、特に「スティクス」「ダム・ヤンキース」「ショウ・ブレイズ」などでの活動で知られる。

## 経歴
アラバマ州モンゴメリー出身。数多くのローカル・バンドでプレイした後、スモーク・リング (The Smoke Ring) に加入。その後バンドはMSファンクと名を変えてシカゴを拠点に精力的に活動した。3年ほどプレイした頃、バンドは同じくシカゴを拠点とするスティクスと対面する機会を得る。やがてMSファンクが解散し、故郷モンゴメリーにもどったショウは再び地元の仲間とローカル・バンドでのプレイに明けくれた。
その頃、スティクスのギタリスト兼シンガーであったジョン・クルレウスキがワールド・ツアーの直前になってグループを脱退。あわてたスティクス側は大急ぎで後任を探すことになる。毎日地元のボウリング場で演奏していたショウは、スティクスのメンバーがシカゴでの対面を覚えていたこと、MSファンクでのプレイを高く評価していたこともあり、スティクス側に白羽の矢を立てられる。オーディションの名目で呼び出されたものの、実際には事前に提供したデモテープで演奏能力・歌唱力ともに申し分ないと判断されており、飛行機に乗ってシカゴに戻り、バンドと対面した際にはギターを取り出す暇もなく採用の旨が告げられたという。

## スティクス時代
スティクス加入後の彼の初参加アルバムは1976年の『クリスタル・ボール』（全米66位）。アルバム・タイトルは彼の発案によるもの。彼自身の作曲したナンバー「Mademoiselle」「Shooz」を含む。続いて1977年の『グランド・イリュージョン - 大いなる幻影』が全米6位に輝き、グループは一気にブレイクした。アルバムはプラチナ・アルバムを獲得し、ショウのペンになる「Fooling Yourself (The Angry Young Man)」がラジオでヘヴィ・ローテーションとなった。1978年リリースの通算8枚目『ピーシズ・オブ・エイト - 古代への追想』も前作に引き続き全米6位にチャート・イン。このアルバムでショウの作曲家、アレンジャーとしての才能が一気に開花、ロック色の強い「Renegade」(16位)、「Blue Collar Man」(21位)がメジャー・ヒットとなった。 
1980年代はスティクスにとって商業的に大成功を収める飛躍の時代となったが、衰退の時代でもあった。1979年にリリースされた9枚目のアルバム『コーナーストーン』からシングル・カットされ全米1位に輝いたバラード「ベイブ」はシンガー兼キーボーディストのデニス・デ・ヤングの作品であったが、ショウともうひとりのギタリスト、ジェイムス・ヤングがバンドにロック的なサウンドを与え続けた。しかし、スティクスをラジオ向けのポップ・バンドにしたかったデニス・デ・ヤングと徐々に溝ができ始める。これがひとつの原因となって、デニス・デ・ヤングは一時的にバンドを解雇される（すぐに復帰）。しかし、ショウはこのような混乱に嫌気が差し、続く『パラダイス・シアター』(1981年)、『ミスター・ロボット - キルロイ・ワズ・ヒア -』(1983年) のツアーに疲れたこともあり、1983年にバンドを去る。

## 1980年代 - 1990年代

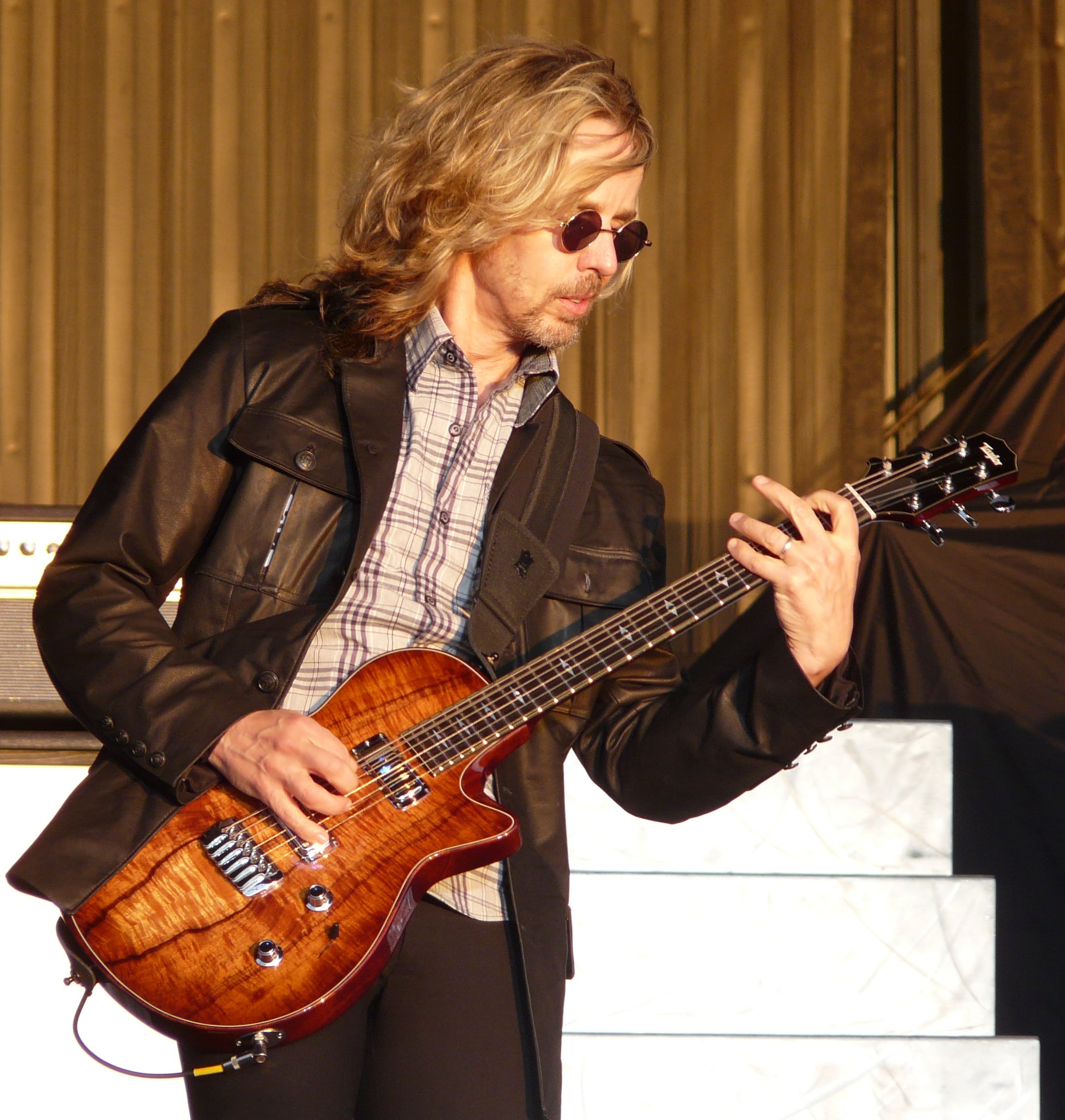
(2008年)

ショウは80年代に『ガールズ・ウィズ・ガン』(1984年)、『ホワット・イフ』(1985年)、『アンビション』(1987年)という3枚のソロ・アルバムをリリースし、最初のアルバムからのタイトル・トラックが全米トップ40にチャート・インした。
1990年代初頭、ショウはテッド・ニュージェント、ジャック・ブレイズ（元ナイト・レンジャー）、マイケル・カーテロンとともに、ダム・ヤンキースを結成。彼らの最大のヒット「ハイ・イナフ」はショウも作曲に参加。彼らは意欲的にツアーを行い、続くセカンド・アルバムはプラチナ・セールスを記録したが2000年で活動を休止。
1995年にはジャック・ブレイズとのデュオ、ショウ・ブレイズを結成、アルバム『ハルシネイション』をリリースする。2人は2002年にリリースされたコンピレーション・アルバム『クラシック・ロック・クリスマス (A Classic Rock Christmas)』 にも参加、「The Twelve Days of Christmas」をレコーディングした。2007年3月にはデュオとして2作目の『インフルエンス』をリリース。春には短期間ツアーを行い、ナイト・レンジャー、スティクス、ダム・ヤンキース、各自のソロ・アルバムから幅広くピックアップされたナンバーが演奏された。また、2人は作曲家チームとしてエアロスミス、オジー・オズボーン、ヴィンス・ニール、シェールらに曲を提供した。
ショウは1995年に再結成スティクスに参加し、1996年にツアーを行った。現在もジェイムス・ヤングとともに再結成スティクスを率いるかたわら、多数のアーティストとコラボレーションを行っている。
1998年には4枚目のソロ・アルバム『セブン・デッドリー・ゼンズ』をリリース。ピンク・フロイドやキッスのトリビュート・アルバムにも参加した。

## その他
来日した際、「ベストヒットUSA」に出演。番組中で三味線の演奏にトライしたことがある。

## ディスコグラフィ

### ソロ・アルバム
- 『ガールズ・ウィズ・ガン』 - Girls with Guns (1984年)
- 『ホワット・イフ』 - What If (1985年)
- 『アンビション』 - Ambition (1987年)
- 『セブン・デッドリー・ゼンズ』 - 7 Deadly Zens (1998年)
- The Great Divide (2011年)

### ライブ・アルバム
- 『ライヴ・イン・ジャパン』 - Live in Japan (1985年)
- Sing for the Day! (2018年) ※with Contemporary Youth Orchestra名義

### スティクス
- 『クリスタル・ボール』 - Crystal Ball (1976年)
- 『グランド・イリュージョン - 大いなる幻影』 - The Grand Illusion (1977年)
- 『ピーシズ・オブ・エイト - 古代への追想』 - Pieces of Eight (1978年)
- 『コーナーストーン』 - Cornerstone (1979年)
- 『パラダイス・シアター』 - Paradise Theatre (1981年)
- 『ミスター・ロボット - キルロイ・ワズ・ヒア -』 - Kilroy Was Here (1983年)
- 『ブレイヴ・ニュー・ワールド』 - Brave New World (1999年)
- 『サイクロラマ』 - Cyclorama (2003年)
- Big Bang Theory (2005年)
- The Mission (2017年)

### ダム・ヤンキース
- 『ダム・ヤンキース』 - Damn Yankees (1990年)
- 『ドント・トレッド』 - Don't Tread (1992年)

### ショウ・ブレイズ
- 『ハルシネイション』 - Hallucination (1995年)
- 『インフルエンス』 - Influence (2007年)